# Ernst Schirlitz
Ernst Schirlitz (né le 7 septembre 1893 à Christburg en province de Prusse-Occidentale, mort à Glücksburg le 27 novembre 1978) est un officier de marine allemand, devenu vice-amiral pendant la Seconde Guerre mondiale.

## Biographie

### Jeunesse
Fils du pasteur luthérien Bruno Schirlitz, il obtint son Abitur au Gymnasium royal d'Elbing et entra le 1er avril 1912 dans la marine impériale allemande comme aspirant.

### Première Guerre mondiale

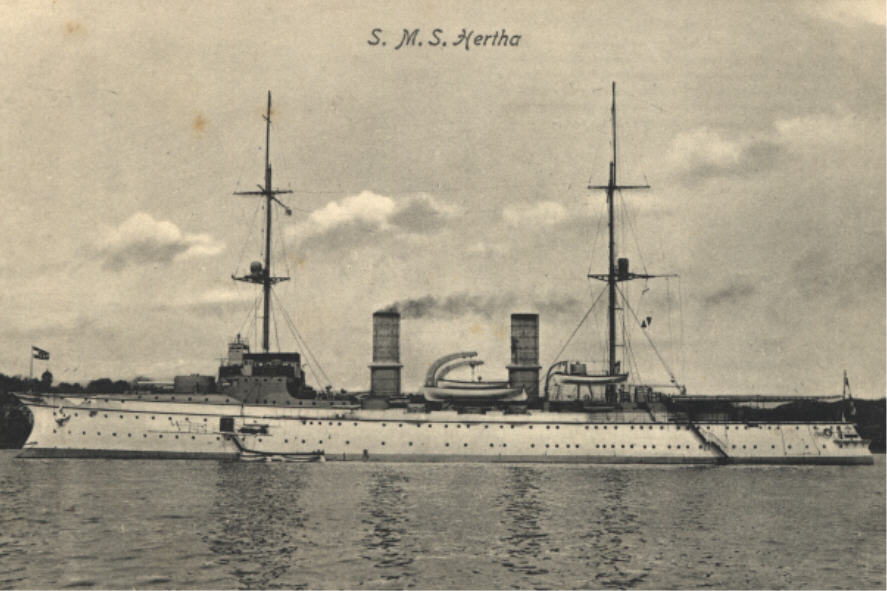
Le où Ernst Schirlitz est formé.

Il commença sa formation à bord du grand croiseur SMS Hertha et entra pendant la Première Guerre mondiale dans le corps des aviateurs de marine où il participa, comme officier navigateur sur différents dirigeables, à de nombreuses missions de reconnaissance en mer du Nord et à des attaques sur l'Angleterre. Le 22 mars 1915 il fut promu au grade d'enseigne de vaisseau de première classe. Après la capture du dirigeable L 33 à Londres, il resta prisonnier en Angleterre du 24 septembre 1916 au 3 décembre 1919. Le 21 août 1919, il fut promu enseigne de vaisseau de seconde classe, avec une ancienneté dans le grade fixée au 25 décembre 1917.

### Entre-deux-guerres
Libéré de captivité, il passa dans la Reichsmarine où il exerça diverses responsabilités, à la mer et à terre, comme capitaine de compagnie, officier de navigation et officier en second. Le 1er avril 1923 il fut promu lieutenant de vaisseau, le 1er décembre 1930 capitaine de corvette et le 1er avril 1936, capitaine de frégate. À cette époque, Schirlitz servait comme commandant en second sur le cuirassé de poche Deutschland. Après d'autres postes, notamment comme chef du bureau de la Marine, il fut , du 8 juin 1938 au 23 septembre 1939, chef d'état-major à l'inspection de la formation de la Marine.

### Seconde Guerre mondiale
Pendant la Seconde Guerre mondiale, il fut d'abord chef d'état-major auprès du haut-commandement de la sécurité de la Baltique et le 28 octobre 1939 chef d'état-major pour l'opération Seelöwe. Le 1er mars 1942, il fut promu contre-amiral. En tant que tel, il devint d'abord le 16 juin 1942 commandant de défense maritime de la Bretagne, puis à Brest. Le 1er mars 1943, il fut chargé du commandement de l'amirauté de la côte Atlantique. Le 1er avril 1943, il était promu vice-amiral. Chargé du commandement sur la côte Atlantique, il devint en même temps, le 20 août 1944, commandant de la poche de La Rochelle.

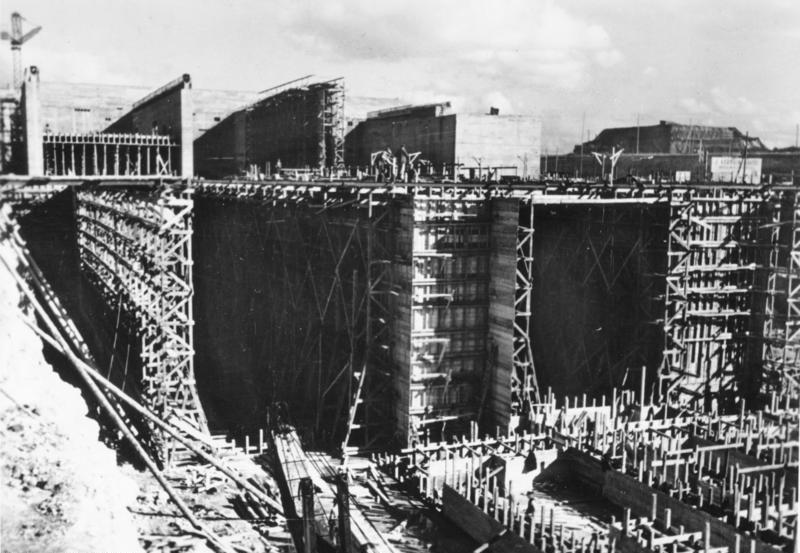
Construction de la base sous-marine de La Pallice.

Comme tous les autres commandants de ces poches fortifiées, Schirlitz avait reçu l'ordre, au cas où il n'aurait pas été en mesure de résister aux attaques ennemies, de détruire la totalité des installations portuaires de La Rochelle et de La Pallice. Il avait sous ses ordres 18 000 hommes (unités de marines, forces terrestres et civils allemands travaillant dans les arsenaux). Dans le même temps, 60 000 Français étaient bloqués dans la ville. Dans le cas d'affrontements avec des groupes armés appartenant à la Résistance, les dirigeants allemands commandant des poches fortifiées avaient reçu l'ordre exprès du Führer de ne pas considérer les prisonniers FFI comme appartenant à des troupes régulières et de les passer par les armes comme « francs-tireurs ».
Le retrait des troupes allemandes et l'effondrement du régime de Vichy entraîna une situation confuse, alors que le gouvernement provisoire ne s'était pas encore entièrement mis en place et que l'armée se reconstituait. C'est alors que le capitaine de frégate Meyer fut chargé par le général de Larminat d'entrer en contact avec Schirlitz qui commandait la Poche de La Rochelle. La direction de la marine qui s'était provisoirement mise en place lui donna entre autres la consigne d'empêcher la destruction de la ville. Dès le début, une confiance mutuelle s'établit entre les deux marins, due peut-être au fait que Meyer était alsacien et protestant. Les premières négociations amenèrent la reconnaissance des FFI comme combattants réguliers, à la condition qu'ils fussent identifiés par des brassards. Finalement, les 18 et 20 octobre 1944, après de nombreuses rencontres, on convint d'une trêve appelée la Convention de La Rochelle : autour d'une ligne de ceinture qui séparait les Allemands à l'intérieur et les Français à l'extérieur était constitué une sorte de no man's land dans lequel on pourrait se battre, sans franchir ce qui devait être considéré comme une « frontière ». Si cette condition était respectée, le commandant de la garnison allemande s'engageait à garantir l'intégrité des installations portuaires.
Jusqu'au dernier moment, c'est cette Convention qui préserva La Rochelle et La Pallice des risques de destruction qu'aurait entraînés un combat armé.
C'est seulement le 9 mai 1945, lendemain de la capitulation inconditionnelle et complète de la Wehrmacht, à minuit, qu'il signa l'acte de capitulation dans le poste de commandement de Lagord. Il fut alors fait prisonnier et partit en captivité.

### Après guerre
Il fut jugé par le tribunal militaire de Bordeaux mais fut acquitté après que Meyer – devenu entre-temps contre-amiral – eut parlé à sa décharge contre de faux témoignages. Sa mise en liberté eut lieu en octobre 1947. Après la guerre, il travailla plusieurs années à Kiel, et s'y installa après sa retraite en 1951. Ses obsèques eurent lieu le 30 novembre 1978, au cimetière Nord de Kiel où les honneurs militaires lui furent rendus par une délégation de la marine fédérale.

### Sources et bibliographie
- (de) Cet article est partiellement ou en totalité issu de l’article de Wikipédia en allemand intitulé « Ernst Schirlitz » (voir la liste des auteurs).
- (de) Manfred Dörr: Die Ritterkreuzträger der Überwasserstreitkräfte der Kriegsmarine. 2 Bände. Biblio, Osnabrück 1995,  (ISBN 3-7648-2453-0) et 1996,  (ISBN 3-7648-2498-0)
- (de) Hans H. Hildebrand und Ernest Henriot: Deutschlands Admirale 1849–1945 Band 3: P-Z (Packroß bis Zuckschwerdt), Biblio Verlag, Osnabrück 1990,  (ISBN 3-7648-2482-4)
- (de) Jacques Mordal: Die letzten Bastionen, Gerhard Stalling Verlag, Oldenburg et Hambourg 1966.
- Hubert Meyer (amiral), Entre marins : Rochefort, La Rochelle, Royan (1944-1945), éd. Robert Laffont, 1966, 312 p. (ISBN 978-2-9512261-0-4)
- Robert Kalbach et Olivier Lebleu (préf. Pierre Miquel), Meyer et Schirlitz, les meilleurs ennemis : La Rochelle, septembre 1944-mai 1945, Geste éditions, coll. « témoignages », mai 2005, 349 p. (ISBN 978-2-84561-173-3)Édition en poche : Geste poche, coll. « histoire », avril 2007, 480 p.  (ISBN 978-2-84561-339-3)